# Xã Urness, Quận Douglas, Minnesota
Xã Urness (tiếng Anh: Urness Township) là một xã thuộc quận Douglas, tiểu bang Minnesota, Hoa Kỳ. Năm 2010, dân số của xã này là 243 người.